# Roger Clavet
Pour les articles homonymes, voir Clavet.
Roger Clavet (né le 8 février 1953 à Québec) est un journaliste et homme politique québécois. Il a été député de la circonscription de Louis-Hébert à la Chambre des communes du Canada de 2004 à 2006.

## Biographie
Né à Québec, Roger Clavet est diplômé (B.A.) de l'université Laval. Pendant ses études, il écrit dans le journal Matricule des étudiants de l'université. Il épouse France Bernier.
En tant que journaliste, il travaille à la radio de Radio-Canada à Saint-Boniface, Manitoba. Il travaille au quotidien Le Droit. Il remporte en 1985 le prix du Concours canadien de journalisme du Toronto Press Club, dans la catégorie grandes enquêtes, pour ses reportages sur la prostitution à Ottawa. Il écrit de nombreux articles concernant les entreprises québécoises et les relations qu'elles tentent d'établir avec la Chine.
À partir de 1997, il travaille pendant un an et demi à Beijing, à l’agence de presse Chine nouvelle, comme rédacteur à la section française des nouvelles internationales,. Il est l'auteur d'un livre, La Chine de ma vie : Un peureux dans l'Empire du Milieu, qui regroupe des chroniques inspirées de son séjour en Chine.
Il est élu député du Bloc québécois dans la circonscription électorale fédérale de Louis-Hébert lors de l'élection fédérale canadienne de 2004, l'emportant sur la députée sortante du parti libéral, Hélène Scherrer. Durant sa carrière parlementaire, il est porte-parole du Bloc québécois en matière de relations Asie-Pacifique, de 2004 à 2006. Il est défait lors de l'élection fédérale canadienne de 2006 par le conservateur Luc Harvey.
En 2008, il est formateur en journalisme à Kinshasa, avec l'organisme canadien Journalistes pour les droits humains.
En 2011, il écrit de la pièce de théâtre Baptême d'erreur!, qui a été interprétée lors des célébrations du 150e anniversaire de la municipalité de Grande-Rivière.